# Лейтзен Егберт Ян Брауер
Лейтзен Егберт Ян Брауер (нід. Luitzen Egbertus Jan Brouwer; 27 лютого 1881 — 2 грудня 1966) —
голландський філософ та математик, випускник університету Амстердама, який працював у таких галузях математики, як топологія, теорія множин, математична логіка, теорія міри та комплексний аналіз.
Член Нідерландської академії наук в Амстердамі (1912), член-кореспондент Королівської академії наук у Лондоні, Паризької та Геттінгенської АН, професор Амстердамського університету (1912–1951). В 1932 році він отримав звання Лицаря Голландського лева.
Поклав початок новому напрямку в математиці — інтуїціонізму. Він піддав сумніву застосування в математичних міркуваннях закону виключеного третього, непрямого доказу (доказів від протилежного). Одним з результатів аналізу таких міркувань стало виникнення інтуїционістської логіки, сформульованої в 1930 році учнем Брауера — Арендом Гейтінгом, яка не містить зазначених законів.

## Біографія
Народився 27 лютого 1881 року в Оверші (нід. Overschie), сьогодні це передмістя Роттердама в Нідерландах. В колі друзів його знали як Бертуса. Будучи дуже здібним, Брауер в 14 років закінчив повну школу в Горні, місті на озері Зюйдерзее на північ від Амстердама. Він не вивчав у школі грецьку мову і латинь, однак обидві мови були необхідні для вступу в університет, так що наступні два роки Брауер присвятив їх вивченню. В цей період часу його сім'я переїжджає в Гарлем, на захід від Амстердама. Тут же в 1897 році в гімназії він здав вступні іспити Амстердамського університету.
Професором математики в університеті у Брауера був Д.Кортевег, який швидко зрозумів, що він має видатного студента. Ще на самому початку навчання Брауер отримав оригінальні результати при безперервних рухах в 4-х мірному просторі, і Кортвег збентежив його пропозицією про публікації. Стаття вийшла, і Брауер отримав першу публікацію в Нідерландській королівській академії наук (the Royal Academy of Science in Amsterdam) в 1904 році. Крім того, Брауер цікавився топологією та основами математики. Він не тільки вивчав ці розділи в університеті, але й сам читав масу літератури з цих питань.
Брауер закінчив університет в 1904 році, і в тому ж році одружився з Лізі де Холл (Lize de Holl), яка була на 11 років старша за нього, і мала дочку від першого шлюбу. Після укладення шлюбу, який не приніс дітей, Брауер з дружиною і прийомною дочкою переїхав до Бларікума, недалеко від Амстердаму. Через три роки Ліза отримала кваліфікацію фармацевта, і Брауер допоміг їй в організації книготорговельної фірми з постачання книгами магазинів хімічних товарів. Тим часом Брауер не був у захваті від прийомної дочки, і відносини між ними були натягнутими.

## Внесок у розвиток математики
З самого початку Брауер цікавився філософією математики, а також був зачарований містицизмом й іншими філософськими питаннями, що відносяться до людського суспільства. У 1905 році він опублікував свої ідеї в книзі, яка мала заголовок «Життя, мистецтво і містика» (Leven, Kunst, en Mystiek).
У 1909 році він став приват-доцентом Амстердамського університету. У своїй інавгураційній промові 12 жовтня 1909 «Про природу геометрії» він розгорнув свою дослідницьку програму. Кілька місяців потому він зробив важливу поїздку в Париж напередодні Різдва 1909 року, де зустрівся з Пуанкаре, Адамаром і Борелем. Ґрунтуючись на дискусіях у Парижі, він почав працювати над проблемою інваріантності просторових вимірів.
З 1904 року Брауер послідовно проводив критику так званих чистих математичних доказів існування, що спираються на логічний принцип виключення третього, що в кінцевому рахунку започаткувало цілий напрямок в обґрунтуваннях математики математичного інтуїционізму.
Однак незалежну від філософії інтуїціонізму цінність має проведений Брауером аналіз математичних доказів існування з погляду конструктивної побудови тих об'єктів, існування яких доводиться. Зокрема, Колмогоровим було показано, що правила так званої інтуїціоністичної логіки знаходять своє реальне здійснення в логіці конструктивного розв'язання математичних проблем.
У 1911–1913 роках Брауер встановив ряд важливих понять і результатів в області топології. Зокрема: поняття симпліційної апроксимації і ступеня неперервного відображення; поняття гомотопічної класифікації відображень; теорема про гомотопічну еквівалентність двох відображень, що мають один і той же ступінь; теорема про інваріантність числа вимірювань та інваріантності внутрішніх точок (при топологічному відображенні множини, що лежить в n-вимірному просторі, в цей же простір); теорема про нерухому точку; n-вимірна теорема Жордана та інші. Ці результати і методи, знайдені для їхнього доведення, визначили значний вплив Брауера на розвиток топології в період між Першою і Другою світовими війнами.
1912 року Брауер був обраний  до Королівської Академії наук в Амстердамі. У 1919 році Давид Гільберт спробував спокусити його місцем в Геттінгені, в тому ж році йому пропонували місце в Берліні. Незважаючи на принадність цих пропозицій, Брауер відмовився. (Можливо цей вибір на користь Амстердама певною мірою пояснювався впливом Ван дер Вардена, який навчався в Амстердамському університеті в 1919–1923 роках І був слухачем Брауера.)
Незважаючи на те, що йому не вдалося повернути математиків на свій шлях мислення, Брауер був широко визнаний у світі за свій видатний внесок. Він був обраний в 1912 році до Королівської Академії Наук в Амстердамі, був дійсним членом Королівської Академії наук в Лондоні, Академії наук в Геттінгені, Паризької АН, отримав ступінь почесного доктора в Університеті Осло в 1929 році і Кембриджського університету в 1954 році. 1932 року він отримав звання Лицаря Голландського лева (Knight in the Order of the Dutch Lion).
Загинув у 1966 році в Бларікюмі в результаті автокатастрофи.